# My Fair Lady (pel·lícula de 1964)
My Fair Lady és una pel·lícula estatunidenca, dirigida per George Cukor, estrenada el 1964, adaptació de la comèdia musical homònima, inspirada al seu torn en l'obra de George Bernard Shaw, Pigmalió (1914).

## Argument
Londres, començaments del Segle XX. Eliza Doolittle, una pobra florista cockney demana al pretensiós professor Higgins, que es burla del seu llenguatge "primari", lliçons de fonètica per tal de parlar com una "lady en una botiga de flors". El coronel Pickering, amic i col·lega del professor, aposta amb aquest últim: transformar prou Eliza per fer-la passar per a una gran senyora refinada en una recepció a l'ambaixada de Transsilvània, alguns mesos més tard. Higgins accepta el desafiament i instal·la la noia a casa seva, després d'haver tranquil·litzat el pare d'Eliza, un escombriaire ple de bon sentit que havia anat a preguntar per l'honestedat de les intencions del professor. Les lliçons comencen, sense altre resultat al principi que l'exasperació de l'alumne en qüestió fins que una nit, cap a les quatre del matí, el miracle es produeixi i Eliza aconsegueixi pronunciar correctament la frase fatídica:  The rain in Spain stays mainly in the plain. Aquest primer èxit dona lloc a un ball triomfal al final del qual Eliza, reconeixent que hauria pogut ballar tota la nit, cau enamorada del seu Pigmalió.
Algunes lliçons més tard, Higgins i Pickering decideixen mostrar el seu alumne en públic i la condueixen a les carreres d'Ascot, a la llotja que posseeix la rica mare del professor. Però l'experiència està a punt de la catàstrofe quan Eliza deixa anar en un excés d'entusiasme un ressonant « Mou el cul! » dirigint-se al cavall pel qual havia apostat. Els aristòcrates presents queden profundament impressionats a excepció del jove i ingenu Freddy Eynsford-Hill, que cau immediatament sota l'encant de la noia.
Higgins no es desanima i la petita colla torna finalment al ball de l'ambaixada on Eliza enganya tothom, començant per un reputat lingüista hongarès que la defineix hongaresa i de sang reial, amb gran divertiment d'Higgins. De tornada a casa del professor, ell i Pickering es feliciten de l'èxit del projecte, deixant-se però de felicitar la seva principal instigadora: Eliza. Profundament ferida, la noia es refugia a casa de la senyora Higgins, mare del professor, que està molt enutjada pel capteniment del seu fill. Eliza s'assabenta que el seu pare s'ha enriquit de sobte gràcies a una mentida d'Higgins que l'ha recomanat com un brillant filòsof a un multimilionari nord-americà i ha decidit casar-se. L'experiència ha trastornat veritablement les seves existències.
L'endemà, Higgins intenta convèncer Eliza de tornar, però aquesta, massa contenta d'haver trobat la seva independència, refusa la seva mà al pobre Freddy. El professor, aleshores, mentre torna a casa seva moix i solitari, s'adona que s'havia "acostumat" a ella.

## Repartiment
- Audrey Hepburn: Eliza Doolittle
- Marni Nixon: Eliza Doolittle (cant)
- Rex Harrison: Pr. Henry Higgins
- Stanley Holloway: Alfred P. Doolittle
- Wilfrid Hyde-White: Coronel Hugh Pickering
- Gladys Cooper: Sra. Higgins
- Jeremy Brett: Freddy Eynsford-Hill
- Bill Shirley: Freddy Eynsford-Hill
- Theodore Bikel: Zoltan Karpathy
- Mona Washbourne: Sra. Pearce
- Isobel Elsom: Sra. Eynsford-Hill

## Cançons de la pel·lícula
- Why Can't The English? - Rex Harrison, Marni Nixon i Wilfrid Hyde-White
- Wouldn't It Be Loverly - Marni Nixon
- I'm An Ordinary Man - Rex Harrison
- With A Little Bit Of Luck - Stanley Holloway
- Just You Wait - Marni Nixon
- Servants' Chorus - Cor
- The Rain In Spain - Marni Nixon, Rex Harrison i Wilfrid Hyde-White
- I Could Have Danced All Night - Marni Nixon, Mona Washbourne i Domestiques
- Ascot Gavotte - Cor
- On The Street Where You Live - Bill Shirley
- You Did It - Rex Harrison, Wilfrid Hyde-White, Mona Washbourne i Domestiques
- Show Me - Marni Nixon i Bill Shirley
- Get Me To The Church On Time - Stanley Holloway i Cor
- A Hymn To Him - Rex Harrison
- Without You - Marni Nixon i Rex Harrison
- I've Grown Accustomed To Her Face - Rex Harrison

## Premis i nominacions

### Premis[2]
- 1965: Oscar a la millor pel·lícula
- 1965: Oscar al millor director per George Cukor
- 1965: Oscar al millor actor per Rex Harrison
- 1965: Oscar a la millor fotografia per Harry Stradling
- 1965: Oscar al millor so per George R. Groves, Warner Brothers Studio
- 1965: Oscar a la millor banda sonora per Andre Previn
- 1965: Oscar a la millor direcció artística per Gene Allen, Cecil Beaton i George James Hopkins
- 1965: Oscar al millor vestuari per Cecil Beaton
- 1965: Globus d'Or a la millor pel·lícula musical o còmica
- 1965: Globus d'Or al millor director
- 1965: Globus d'Or al millor actor musical o còmic
- 1966: BAFTA a la millor pel·lícula

### Nominacions[2]
- 1965: Oscar al millor guió adaptat per Alan Jay Lerner
- 1965: Oscar al millor muntatge per William Ziegler
- 1965: Oscar al millor actor secundari per Stanley Holloway
- 1965: Oscar a la millor actriu secundària per Gladys Cooper
- 1965: Globus d'Or a la millor actriu musical o còmica per Audrey Hepburn
- 1965: Globus d'Or al millor actor secundari per Stanley Holloway
- 1966: BAFTA al millor actor britànic per Rex Harrison

## Al voltant de la pel·lícula
- Audrey Hepburn, encara que no era cantant, va ser preferida a Julie Andrews, creadora del paper a Broadway, però la carrera cinematogràfica de la qual no havia arrencat encara. Aquesta última va ser de seguida contractada per la Walt Disney i propulsada d'un dia a l'altre cap al rang d'estrella gràcies als èxits de Mary Poppins (1964) i de Somriures i llàgrimes[3] (1965).
- Marni Nixon, que dobla Audrey Hepburn per a les cançons de la pel·lícula, va prestar igualment la seva veu a Deborah Kerr a El Rei i Jo i Natalie Wood a West Side Story. Audrey Hepburn va gravar, tanmateix, diverses cançons que es poden sentir en els DVD de la pel·lícula, i de les quals Wouldn't it be loverly  i Show Me que interpreta de manera molt convincent.